# Victory Through Air Power
Victory Through Air Power (bra: A Vitória pela Força Aérea) é um filme que mistura live-action e animação, baseado no livro Victory Through Air Power de Alexander P. de Seversky, de 1942, que pediu para o governo americano mais recursos na aviação para a guerra. Edward H. Plumb, Paul J. Smith e Oliver Wallace foram nomeados ao Oscar de melhor trilha sonora original.

## Impacto
Em 8 de dezembro de 1941, os estúdios Disney foram essencialmente convertido em uma máquina de propaganda para o governo dos Estados Unidos. Enquanto a maioria dos filmes da Segunda Guerra Mundial foram criados para fins de treinamento, filmes como A Vitória Pela Força Aérea foram criados para chamar a atenção  do governo e para construir a moral pública, entre os Estados Unidos e seus aliados. Entre os notáveis que depois de verem o filme da Disney, apoiam a teoria de Seversky é Winston Churchill e Franklin D. Roosevelt.
O estúdio da Disney enviou uma cópia para eles quando estes estiveram participando da Conferência em Quebec. De acordo com Leonard Maltin, "que mudou a maneira de Roosevelt de pensar, ele concordou que Seversky estava certo." Maltin também acrescenta que "foi só depois de Roosevelt viu Victory Through Air Power' que o nosso país assumiu o compromisso de longo de bombardeio ao longo alcance." Roosevelt reconheceu que o filme era uma forma eficaz de ensinar e a Disney poderia ajudar Washington a fornecer informação de alta qualidade. O povo americano estavam se tornando unido e Disney foi capaz de informá-los sobre a situação, sem apresentar de maneira caótica a guerra, como desenhos animados costumam fazer. A animação era popular entre os soldados e foi mais querida que outros filmes documentários na época.
O filme teve um papel significativo para a Disney Corporation, pois foi o verdadeiro começo de filmes educativos. Os filmes educativos seria, e ainda são, continuamente produzido e utilizado por militares, escolas, e trabalhadores. A empresa aprendeu a comunicar eficazmente as suas ideias e produzir eficientemente os filmes, enquanto apresentava os personagens da Disney para milhões de pessoas em todo o mundo. Durante todo o resto da guerra, os personagens da Disney efetivamente atuou como embaixadores pelo mundo. Além de A Vitoria pela Força Aérea, a Disney produziu Donald Gets Drafted, Education for Death, Der Fuehrer's Face e vários filmes de treinamento para os militares, reutilizando a animação de Vitória pela Força Aéra em alguns deles.
Uma cena mostrou uma bomba de foguete ficcional destruindo uma caneta-submarino alemã fortificada. De acordo com a anedota, isto inspirou os britânicos desenvolverem uma bomba de foguete real para atacar alvos que foram fortemente protegidos com concreto. Devido a sua origem, a arma ficou conhecido como o da Bomba Disney, teve uso limitado antes do fim da guerra. Em retrospecto, as propostas de algumas propostas de Seversky eram ridicularizadas como impraticável, como operar um longa campanha de bombardeio aéreo em Aleutians, uma série de ilhas no oeste do Alasca, que é uma área remota com um clima que faz as condições de vôos perigosas.